# Besenschwanzrallen

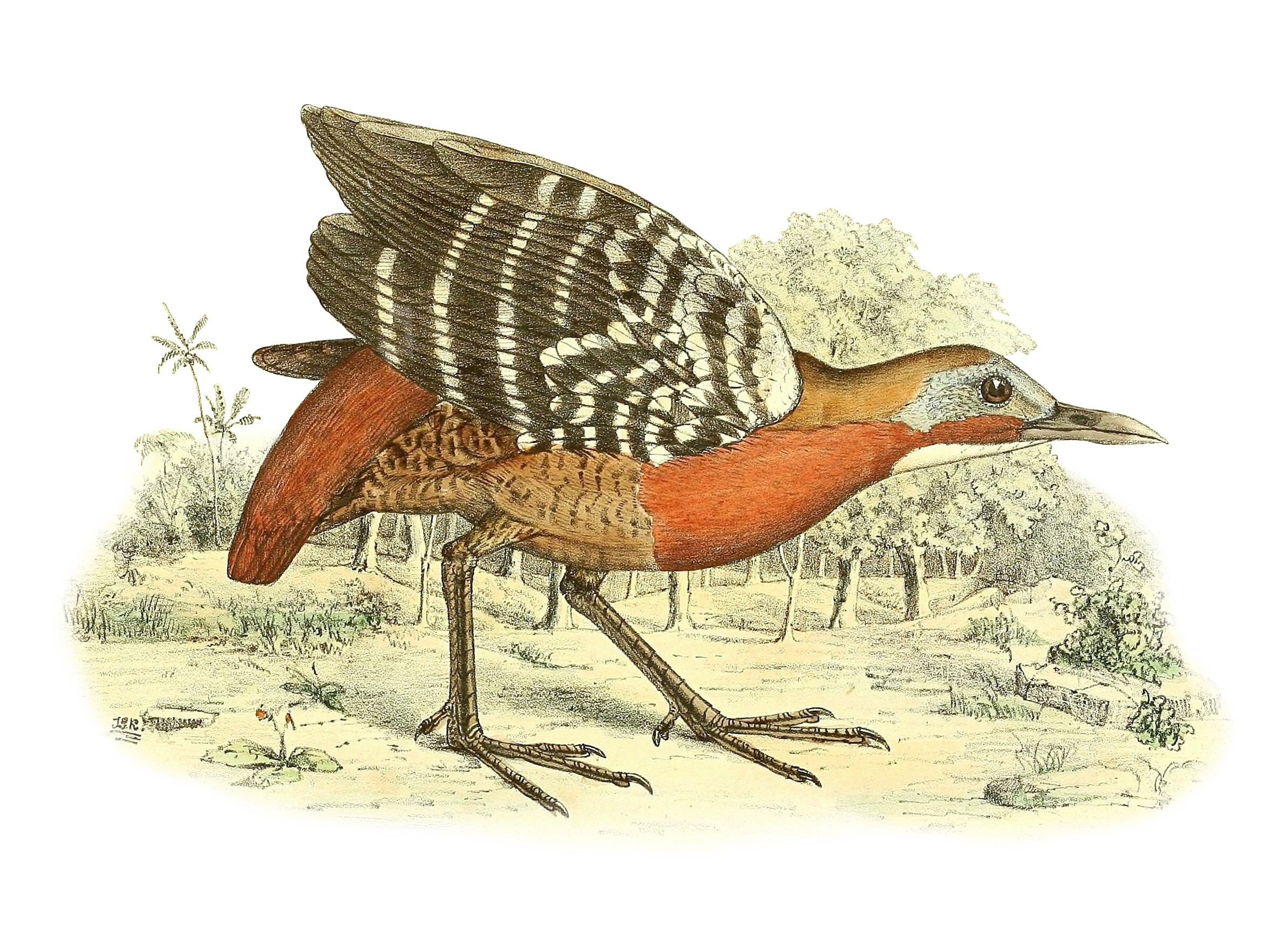
Graukehlralle (Mentocrex kioloides)

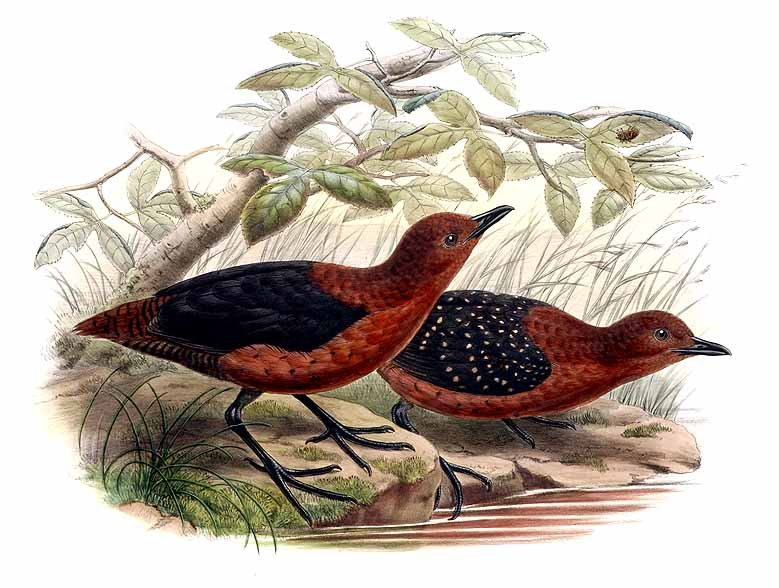
Nymphenralle (Rallicula forbesi)

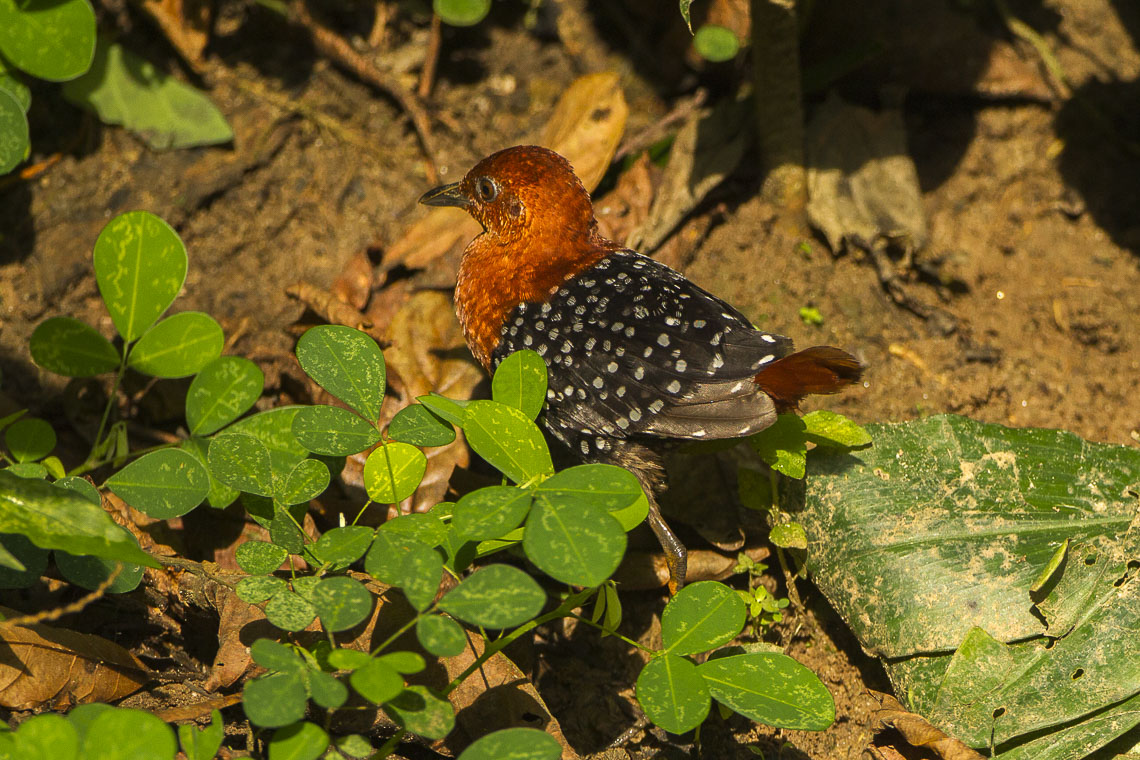
Perlenralle (Sarothrura pulchra)

Die Besenschwanzrallen (Sarothruridae) sind eine Familie der Kranichvögel (Gruiformes). Sie umfasst 15 Arten in drei Gattungen und kommt auf Neuguinea, Madagaskar, sowie mit Ausnahme der ariden Gebiete in Botswana, Namibia, Südafrika und Kenia in einem großen Bereich des subsaharischen Afrikas vor.

## Merkmale
Besenschwanzrallen besitzen einen kompakten, ovalen Körper, einen mittelgroßen, leicht länglichen Kopf und einen kurzen, dicken Hals. Der Schnabel der Sarothrura-Arten ist kurz, der der beiden Mentocrex-Arten etwas länger. Die Flügel sind kurz und abgerundet, der Schwanz ist sehr kurz. Die Beine sind mittellang, die Füße sind kräftig. Die Grundfarbe der Vögel ist rotbraun, der Kopf ist generell rotbraun, auf dem Rumpf kann auch eine bräunliche oder schwarz-weiße Streifung oder Fleckung vorhanden sein.

## Lebensweise

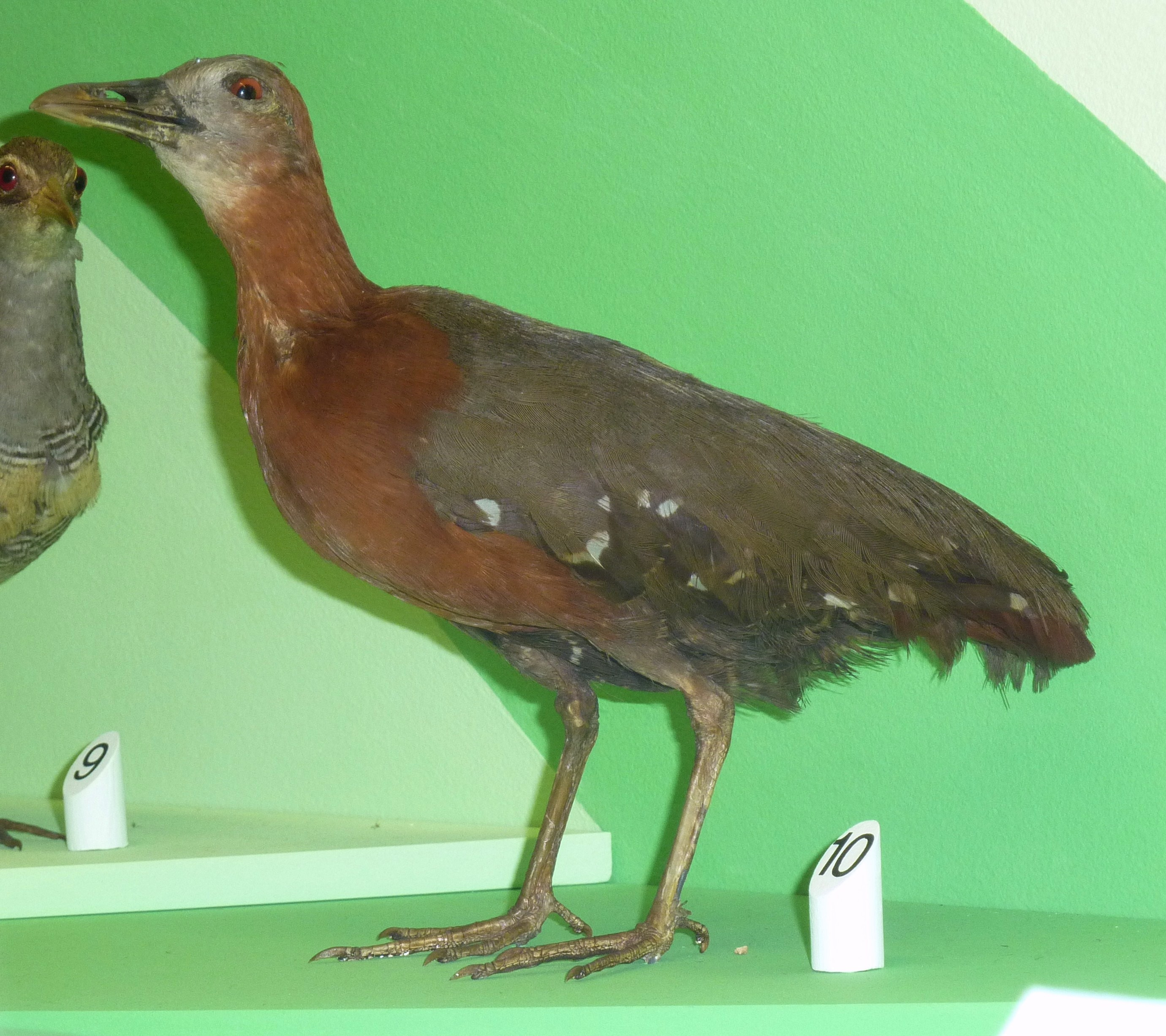
Augenralle (Canirallus oculeus)

Besenschwanzrallen leben in Sümpfen, feuchtem Grasland, Dickichten und Wäldern. Sie ernähren sich von Insekten, Schnecken, anderen Wirbellosen und kleinen Wirbeltieren, z. B. von Fröschen. Einige Sarothrura-Arten fressen auch Samen oder verschiedene Pflanzenteile. Da die Vögel sehr versteckt leben, ist über ihre Fortpflanzung nur wenig bekannt. Wahrscheinlich sind beide Gattungen monogam und beide Eltern brüten und kümmern sich um die Jungen. Die Weibchen legen zwei bis sechs Eier und die Küken verlassen das Nest kurze Zeit nach dem Schlupf.

## Gattungen und Arten
Zu den Besenschwanzrallen gehören drei Gattungen und 15 Arten:
- Mentocrex
  - Tsingyralle (Mentocrex beankaensis), Madagaskar
  - Graukehlralle (Mentocrex kioloides), Madagaskar
- Rallicula
  - Kastanienralle (Rallicula rubra), Neuguinea
  - Strichelralle (Rallicula leucospila), Neuguinea
  - Nymphenralle (Rallicula forbesi), Neuguinea
  - Zyklopenralle (Rallicula mayri), Neuguinea
- Sarothrura
  - Streifenralle (Sarothrura affinis), Afrika
  - Spiegelralle (Sarothrura ayresi), Äthiopien
  - Boehmralle (Sarothrura boehmi), Afrika
  - Tropfenralle (Sarothrura elegans), Afrika
  - Hovaralle (Sarothrura insularis), Madagaskar
  - Ugallaralle (Sarothrura lugens), Afrika
  - Perlenralle (Sarothrura pulchra), Afrika
  - Rotbrustralle (Sarothrura rufa), Afrika
  - Lemurenralle (Sarothrura watersi), Madagaskar

Zeitweise gehörte auch die Augenralle (Canirallus oculeus) zu den Besenschwanzrallen. Inzwischen wurde aber festgestellt, dass sie eine basale Stellung innerhalb der Rallen einnimmt.

## Systematik
Die Gattung Sarothrura wurde im Jahr 1890 durch den deutschen Ornithologen Ferdinand Heine eingeführt, Mentocrex im Jahr 1932 durch den US-amerikanischen Ornithologen James Lee Peters. Sarothrura und Mentocrex wurden den Rallen (Rallidae) zugeordnet. Eine mit Hilfe von DNA-Vergleichen durchgeführte Untersuchung ergab jedoch, dass die Gattungen Sarothrura und Mentocrex näher mit den madagassischen Binsenrallen (Heliornithidae) verwandt sind als mit den übrigen Rallen. Beide Gattungen wurden deshalb der Familie Sarothruridae zugeordnet, die schon im Jahr 1957 durch Rudolf Verheyen eingeführt wurde. Auch die Aptornithidae, eine Familie ausgestorbener flugunfähiger Vögel, die auf Neuseeland heimisch waren, sind nah mit den Sarothruridae verwandt.

## Belege
1. 1 2 3 4  
David W. Winkler, Shawn M. Billerman, Irby J. Lovette: Bird Families of the World: A Guide to the Spectacular Diversity of Birds. Lynx Edicions 2015, ISBN 978-84-941892-0-3, S. 109 u. 110.
2. 1 2  Frank Gill, David Donsker: Flufftails, finfoots, rails, trumpeters, cranes, limpkin. In: World Bird List Version 13.1. International Ornithologists' Union, 2019, abgerufen am 11. März 2023.
3. ↑  
Richard O. Prum et al.: A comprehensive phylogeny of birds (Aves) using targeted next-generation DNA sequencing. Nature, October 7, 2015; doi:10.1038/nature15697
4. ↑  
Alexander P. Boast, Brendan Chapman, Michael B. Herrera, Trevor H. Worthy, R. Paul Scofield, Alan J. D. Tennyson, Peter Houde, Michael Bunce, Alan Cooper and Kieren J. Mitchell. Mitochondrial Genomes from New Zealand’s Extinct Adzebills (Aves: Aptornithidae: Aptornis) Support a Sister-Taxon Relationship with the Afro-Madagascan Sarothruridae. Diversity, 2019 doi:10.3390/d11020024